# Ranker

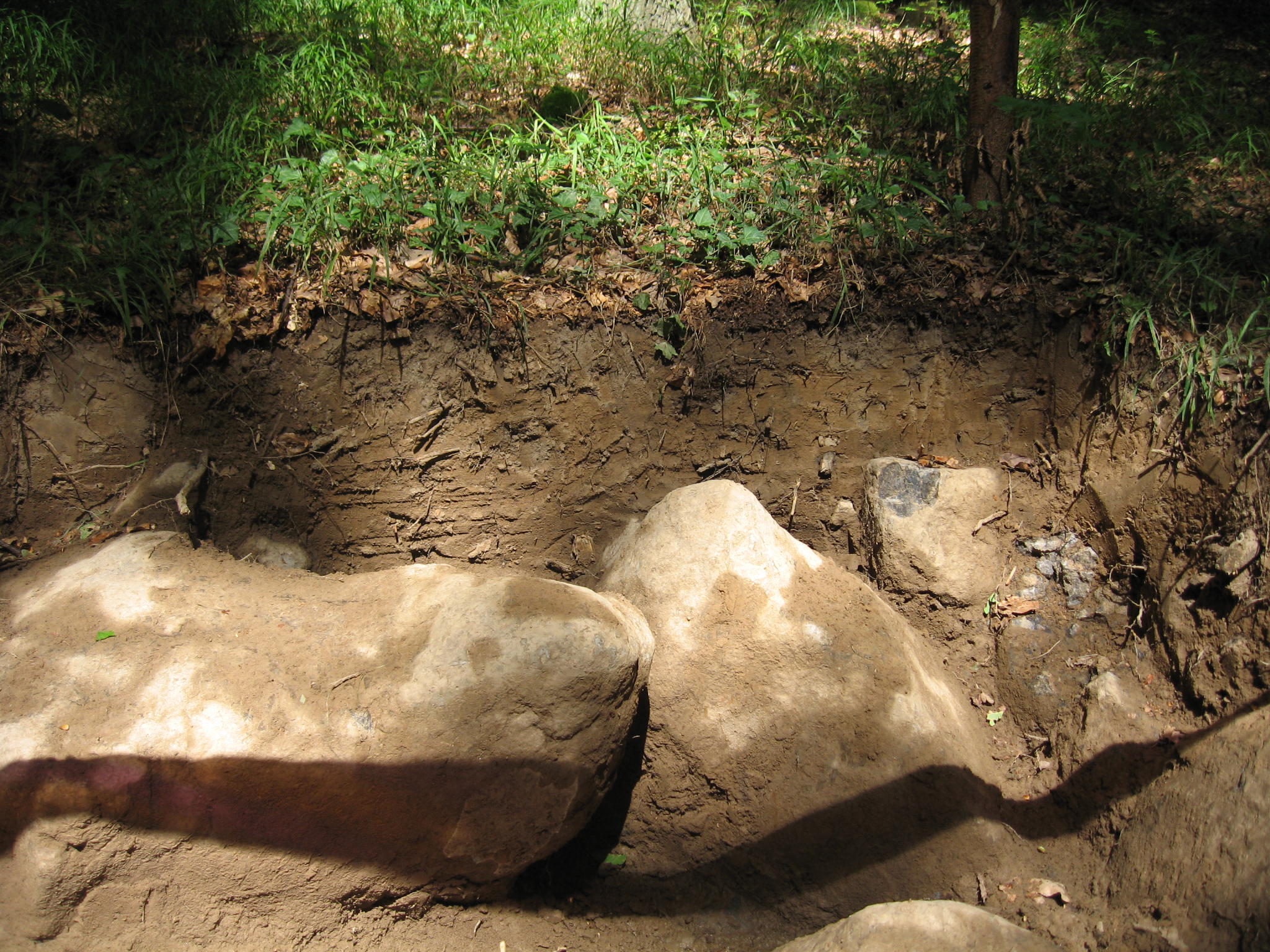
Un ranker forestier en Hesse.

Le ranker ou rankosol est un type de sol peu épais sur sous-sol siliceux. C'est un sol humique peu évolué de montagne avec 
- un horizon supérieur riche en matière organique,
- une roche-mère silicatée (schiste),
- un pH acide.

Du fait des pentes fortes qui entraîne une importante érosion, il y a peu d'argile et de matière minérale (érosion). Il n'y a donc pas formation de complexes argilo-humiques
L'humus et la litière reposent directement sur la roche-mère ou plus précisément le lithosol. Le ranker est le résultat de l'action de la végétation pionnière sur la roche.
Le terme « ranker » (W. L. Kubiena, 1953[réf. incomplète]), d'origine germanique, fait allusion à la discontinuité qui existe souvent entre l'horizon humifère superficiel, très foncé, et la roche-mère dure sous-jacente : dans certains cas, la couche humifère, feutrée par les racines, peut facilement se séparer du substrat et s'enrouler comme un tapis.
Sur sol calcaire, on parle de rendzine.